# Aspalathus attenuata
Aspalathus attenuata är en ärtväxtart som beskrevs av Rolf Martin Theodor Dahlgren. Aspalathus attenuata ingår i släktet Aspalathus och familjen ärtväxter. Inga underarter finns listade i Catalogue of Life.